# リチャーズ式
リチャーズ式(英: Richards' equation)とは、不飽和土壌中の水の動きを表す式であり、1931年にロレンツォ・リチャーズが導いた。非線形偏微分方程式であり、閉形式の解析解が必ずしも存在しない。
リチャーズは、多孔質体中の飽和水分移動に関するダルシー式と連続の方程式から「不飽和非膨潤土壌中の水分移動を記述する一般的な偏微分方程式」を得た。それが、次のような流れの非定常方程式で、一般にリチャーズ式として知られている。
{\displaystyle {\frac {\partial \theta }{\partial t}}={\frac {\partial }{\partial z}}\left[K(\theta )\left({\frac {\partial \psi }{\partial z}}+1\right)\right]\ }
ここで
{\displaystyle K} は不飽和透水係数
{\displaystyle \psi } は 圧力水頭
{\displaystyle z} は位置水頭（基準面からの高さ）
{\displaystyle \theta } は体積含水率
{\displaystyle t} は時間
リチャーズ式は、地下水流動方程式 (groundwater flow equation) と等価である。地下水流動方程式の水理水頭（ピエゾ水頭＝圧力水頭＋位置水頭） h に、h = ψ + z を代入し、貯留のメカニズムを含水率変化に変えると、リチャーズ式となる。圧力水頭が使われているのは、境界条件がしばしば圧力水頭で記述されるためである。たとえば、大気圧では ψ = 0 となる。

## 導出
鉛直一次元のリチャーズ式の導出方法を簡潔に示す。ある体積中の水分量の時間変化と、その体積への水分の流入・流出フラックスの間には、次の連続の方程式が成り立つ。
{\displaystyle {\frac {\partial \theta }{\partial t}}={\vec {\nabla }}\cdot \left(\sum _{i=1}^{n}{{\vec {q}}_{i,\,{\text{in}}}}-\sum _{j=1}^{m}{{\vec {q}}_{j,\,{\text{out}}}}\right)}
一次元の式で表記すると
{\displaystyle {\frac {\partial \theta }{\partial t}}=-{\frac {\partial }{\partial z}}q}
ダルシーの法則によれば、水平方向の流れはこのように書ける。
{\displaystyle q=-K{\frac {\partial h}{\partial z}}}
この q を上式に代入すると
{\displaystyle {\frac {\partial \theta }{\partial t}}={\frac {\partial }{\partial z}}\left[K{\frac {\partial h}{\partial z}}\right]}
鉛直方向の流れでは位置水頭が変化するため h = ψ + z を代入して
{\displaystyle {\frac {\partial \theta }{\partial t}}={\frac {\partial }{\partial z}}\left[K\left({\frac {\partial \psi }{\partial z}}+{\frac {\partial z}{\partial z}}\right)\right]={\frac {\partial }{\partial z}}\left[K\left({\frac {\partial \psi }{\partial z}}+1\right)\right]}
これで、リチャーズ式が導かれた。この式は、混合形式のリチャーズ式とも呼ばれる。

## 形式
リチャーズ式は、帯水層から地表水や大気との境界までの水の流れを記述できるため、環境学の雑誌の多くの論文で使われている。自明ではない解を持つことから、純粋数学の論文に出てくることもある。通常は、「混合形式」「圧力水頭表記」「水分量表記」のいずれかで記述される。
「混合形式」は上記の式で、圧力水頭と水分量（含水率）の両方が式に含まれている。水頭と水分量のいずれかに統一した、以下のような「圧力水頭表記」や「水分量表記」も使われる。

### 圧力水頭表記
{\displaystyle C(h){\frac {\partial h}{\partial t}}=\nabla \cdot K(h)\nabla h}
ここで C(h) [1/L] は水頭に対する含水率変化を表す次の関数である。
{\displaystyle C(h)\equiv {\frac {\partial \theta }{\partial h}}}
この関数は（比）水分容量と言い、土壌の種類ごとに室内実験で水分保持曲線θ(h)を測定し、回帰することで関数型を導いて微分することで計算される。

### 水分量表記
{\displaystyle {\frac {\partial \theta }{\partial t}}=\nabla \cdot D(\theta )\nabla \theta }
ここで D(θ) [L2/T] は（土壌）水分拡散係数で、このように定義される。
{\displaystyle D(\theta )\equiv {\frac {K(\theta )}{C(\theta )}}\equiv K(\theta ){\frac {\partial h}{\partial \theta }}}

## 限界
リチャーズ式の数値解法は、ある土壌の条件について解が収束するという保証がされないことから、計算論的にコストが高く予測不能であると批判されている。 そのため、解が収束しない可能性が高いような一般的な応用は制限される。 また、毛管現象の働きを過大評価しているという批判や、「単純化しすぎている」との批判もある。乾燥した土壌への降雨浸透の一次元の数値計算では、地表面近くで 1 cm 刻み以下の細かい空間の離散化が必要となる。三次元の数値計算では、領域内の水平方向と鉛直方法の格子間隔（メッシュサイズ）の比をおよそ7以下としなければならないというアスペクト比の制限がある。